# Fond speculativ
Un fond hedge este un fond de investiții cu număr limitat de investitori (cel mult 100), care este administrat agresiv și deține atât poziții sigure, cât și poziții speculative.
Fondurile hedge sunt numite și „vulturi”.
În mare măsură, fondurile hedge sunt nereglementate și neînregistrate la o autoritate de supraveghere a pieței de capital pentru că se presupune că cei care investesc în ele sunt investitori sofisticați si bogați.
Fondurile hedge au ca obiectiv o anumită performanță si încearcă să obțină rentabilitățile-țintă indiferent de trendurile de pe bursă, spre deosebire de fondurile mutuale, unde succesul sau insuccesul se măsoară prin comparație cu un indice.
Obiectivul principal al fondului hedge este de a obține o rată maximă a rentabilității.